# Saida Dhahri
Saida Dhahri, née le 18 février 1979 à Tunis, est une judokate tunisienne.

## Carrière
Elle remporte la médaille de bronze des championnats d'Afrique 1997 à Casablanca dans la catégorie des moins de 66 kg. Médaillée d'argent dans cette même catégorie aux championnats d'Afrique 1998 à Dakar, elle obtient l'année suivante la médaille d'or des Jeux africains se tenant à Johannesbourg  et des Jeux panarabes se tenant à Amman dans la catégorie des moins de 70 kg.
Elle est médaillée d'argent des championnats d'Afrique 2000 à Alger en moins de 70 kg, ainsi que médaillée d'or des moins de 63 kg aux championnats d'Afrique 2002 au Caire et aux championnats d'Afrique 2004 à Tunis.
Elle participe également aux Jeux olympiques d'été de 2000 et de 2004.